# 최세보
최세보(崔世輔, ? ~ 1193년)은 고려 중기의 무신이다.
그는 미천한 가문 출신이었기에 글을 몰랐으며 의종 때 금군에 속했다가 대정(隊正)이 되었다.
1167년 유시의 변에 혐의를 받아 경상남도 남해군으로 유배갔다가 1170년 무신정변이 일어나자 옛 직책을 회복한 채 복귀하였다.
명종이 즉위하자 동지추밀원사(同知樞密院事)에 올랐으며 1183년 이의민이 정권을 잡자 이후 1184년 문하시랑평장사(門下侍郞平章事), 판병부사(判兵部事), 상장군(上將軍) 등을 지냈다.
1186년에는 동수국사(同修國史)에 임명되었다.
1189년 문극겸이 죽자 판이부사(判吏部事)가 되었으며 이후 특진수태사(特進守大師)에 올랐다.

## 최세보가 등장한 작품
- 《무인시대》(KBS, 2003년~2004년, 배우:민욱)